# 唐夫人

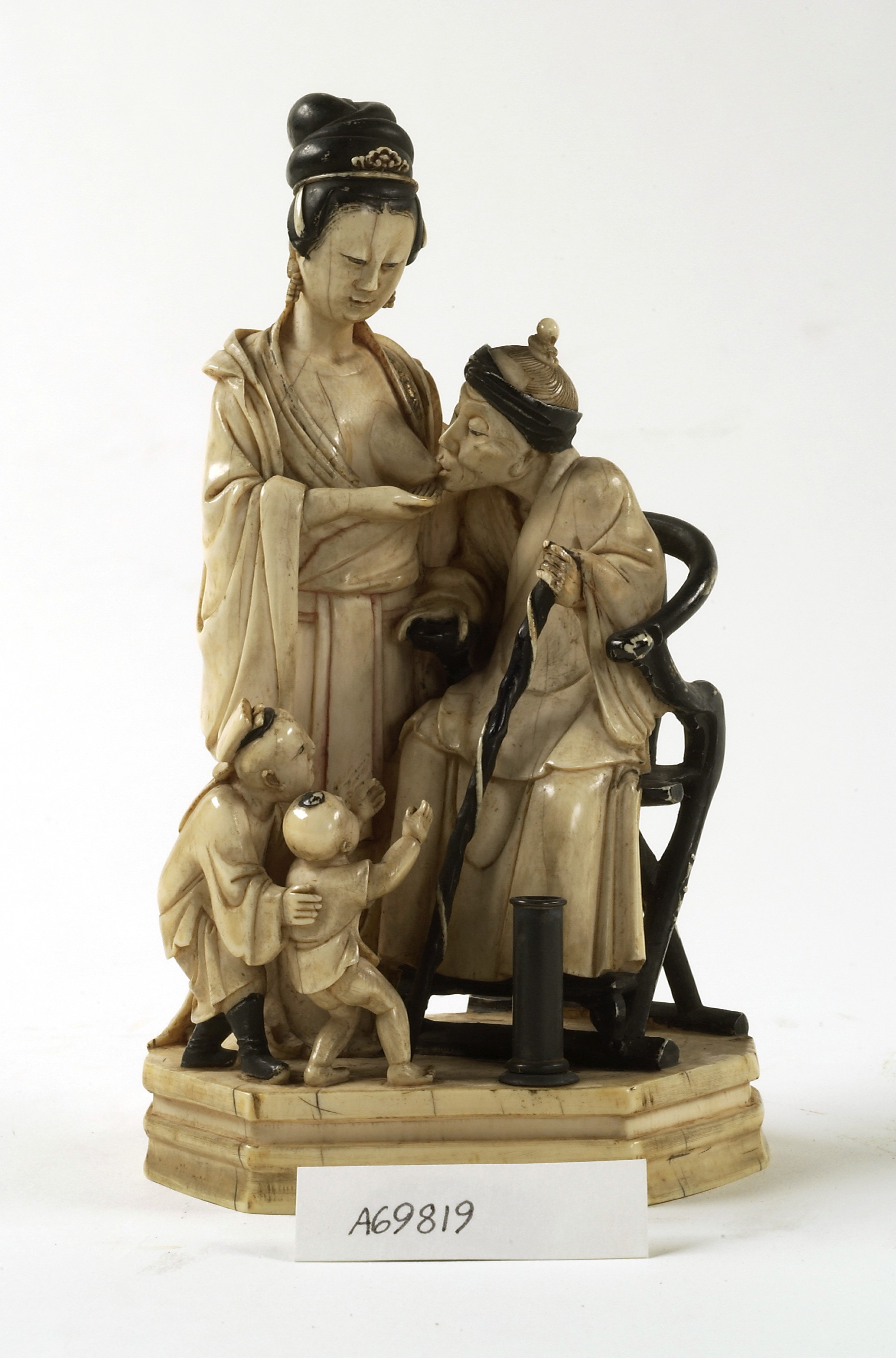
二十四孝中的乳姑不怠讲的是唐夫人的故事，图为乳姑不怠的象牙雕像。

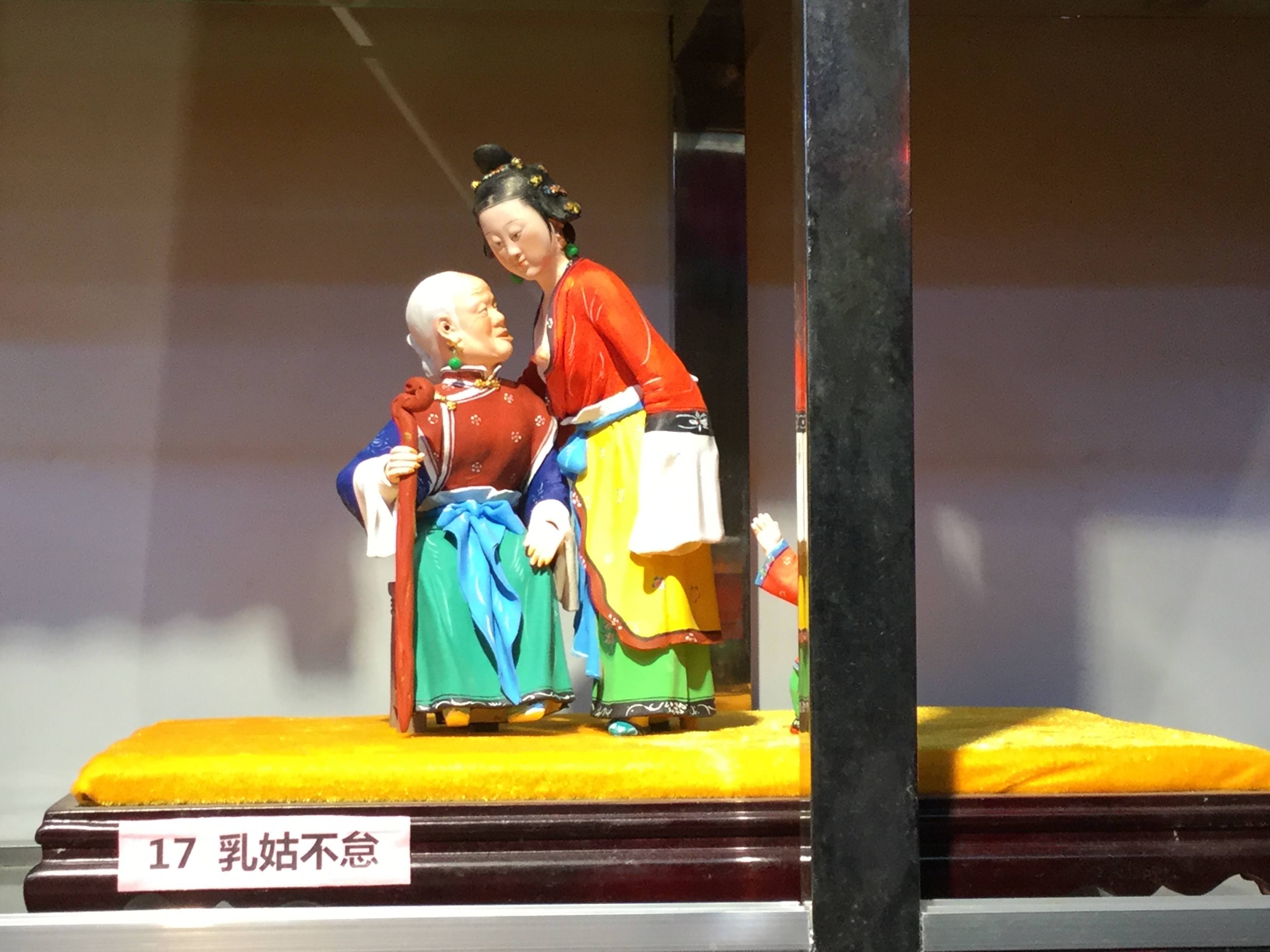
破门楼郑翁仔灯《乳姑不怠》

唐夫人（?—?），唐朝山南西道节度使崔琯（出自博陵崔氏第二房）之祖母，已列入二十四孝。
崔琯的曾祖母长孙夫人，年事已高，牙齿已经脱落，不能进食。唐夫人孝顺婆婆，每天盥洗之后，到堂上用自己的乳汁喂养婆婆，数年后，长孙夫人虽然不吃其他饭食，但依然身体健康。长孙夫人临终前，召集全家大小在一起，对他们说：“我没有办法报答媳妇的恩情了，但愿她的子孙媳妇也像她孝敬我一样来孝敬她。”崔琯夫妇如长孙夫人所嘱，孝敬祖母唐夫人。
根据《新唐书》宰相世系表，长孙夫人是臨渙丞崔俊（崔恭礼和唐高祖真定公主之孙）之妻，唐夫人是崔懿之妻，崔琯的弟弟崔珙是唐武宗的宰相。